# Frederico II da Áustria
Frederico II, conhecido como o Conflituoso ou o Belicoso (25 de abril de 1211 — 15 de junho de 1246), da Casa de Babemberga, foi duque da Áustria e da Estíria de 1230 até à sua morte.
Ele era o terceiro filho, mas o segundo sobrevivente do duque Leopoldo VI da Áustria e de Teodora Angelina, uma princesa bizantina. A morte do seu irmão mais velho, Henrique, em 1228 fez com que ele se tornasse o sucessor ao trono austríaco. Dois anos depois, o Leopoldo falecia e Frederico tornava-se duque.
A sua primeira esposa foi Sofia Lascarina, uma princesa também bizantina, da família Láscaris, e a sua segunda esposa foi Inês de Andechs, filha do duque Otão I da Merânia e da condessa Beatriz II da Borgonha. Ambos os casamentos falharam, e ele não teve descendência que pudesse assegurar a continuação da dinastia. A linha masculina dos Babemberga terminou com ele.
Orgulhoso da sua ascendência bizantina, Frederico ficou conhecido como O Conflituoso, devido ao seu governo severo e às frequentes guerras que tinha com os estados vizinhos, dos quais os primeiros foram o Reino da Hungria, o Ducado da Baviera e o Reino da Boémia. Até a família nobre austríaca Kuenringer, que até então tinha sido fiel à dinastia, começou uma revolta, pouco após o início do seu reinado. Mas perigosas foram as suas disputas com o sacro-imperador Frederico II. E ainda mais perigosas foram as suas disputas com o imperador durante a rebelião do filho deste, Henrique VII da Germânia. Como consequência das acções de Frederico da Áustria, o imperador Frederico II baniu o duque em 1326 e deu permissão ao rei Venceslau I da Boémia para invadir o território austríaco. Durante o período de desterro, Viena tornou-se uma cidade imperial livre por alguns anos. Contudo, Frederico fez com que a sua posição como duque da Áustria se mantivesse.
Em 1239, numa mudança espectacular na política imperial, Frederico tornou-se num dos aliados mais importantes do Imperador. O conflito com a Boémia terminou com o casamento da sobrinha de Frederico, Gertrudes de Babemberga com o primogénito de Venceslau I, Vladislau III da Morávia. Negociações com o imperador sobre a elevação de Viena a bispado e da Áustria (incluindo a Estíria) a um reino, foram iniciadas, contudo com a condição de Gertrude, a sobrinha do duque, casar com o imperador, já com 50 anos de idade, que aliás tinha sido recentemente banido pelo papa Gregório IX.
Em 1245, tudo ficou acordado, mas Gertrudes, a quem pouco faltava para se tornar adulta, recusou a aparecer na cerimónia de consumação, que teria lugar na assembleia de Verona. No ano anterior à sua morte, Frederico da Áustria teve por fim sucesso na obtenção da Marca da Carniola do Estado Patriarcal de Friuli, mas após a sua morte, a marca caiu nas mãos do duque da Caríntia Bernardo de Sponheim.
Os planos ambiciosos de Frederico foram desfeitos com a sua morte na Batalha do rio Leita (15 de junho de 1246), num conflito fronteiriço com o rei da Hungria, Bela IV da Hungria. Frederico está sepultado na   Abadia de Heiligenkreuz.